# R-23轉輪式機炮
里希特R-23（英語：Rikhter R-23；原廠代號：英語：／）是一門由前蘇聯阿隆·阿布拉莫維奇·里希特在1950年代後期開始為蘇聯空軍研發、圖拉兵工廠所生產的轉輪式航空機炮，發射23×260毫米彈殼埋頭式機炮炮彈。
它被設計得盡可能短，以免裝在高速飛行的戰機以上的該機炮指向氣流時引發的問題。R-23是一款氣動轉輪式機炮，利用從炮管孔排出的高壓燃氣以提供動力。R-23射速高達2,600發／分鐘，為有史以來發射速度最快的單管機炮。
R-23需要一些時間才研發出來，而且直到1964年才獲得批准操作。它只被用作圖波列夫Tu-22「眼罩」的尾部砲塔，以及裝在礼炮3号（Salyut 3）空间站進行實驗。其尾部機炮用途在圖-22M「逆火」時被格里亞舍夫—什普諾夫GSh-23嘉仕達式雙管機炮所取代。
該武器的改進版本是唯一可在太空中擊發的火砲。

## 研發歷史
在190年代後期和1950年代早期，用於自我防衛的轰炸机機尾砲塔機炮的測試當中，由於氣流對武器的炮管的影響而導致了種種的問題。其中包括獲廣泛採用的諾德爾曼—里希特NR-23，這門機炮可見裝設於眾多的轟炸機的以上，而其炮管都延伸至遠超於其炮架。新型機炮設計的競標時間要比以往短得多，因而只有在莫斯科亚历山大·诺德尔曼所有的OKB-16設計局（諾德爾曼精密工程設計局）旗下的設計師阿隆·阿布拉莫維奇·里希特與在圖拉TsKB-14設計局所屬的伊圖爾·德米特里耶夫（Igor Dmitriev）的設計得以參與競標。
里希特採用了很激進的設計；他選擇了转膛机炮的佈局，但同時選擇了前裝式設計，即是使得機炮炮彈從前方向後裝入轉輪的膛室。這樣，供彈機構需要設置在槍管以下的滾轉式擋塊的前方。這使得該機炮的總長度較短，並且大大改善了該機炮的平衡性，重心幾乎直接位於炮管的中間。儘管存在一部份的初步問題，但在1957年，他倆在235號工廠生產了第一門261-P原型機炮。1959年，該機炮通過了基態試驗。1962年至1963年期間，它接受了飛行試驗。直到1964年8月7日，該機炮獲得採用的同時獲得了官方命名為R-23。而此同時，TsKB-14的競標設計亦獲命名為阿法納西耶夫—馬卡羅夫AM-23以後投入生產。

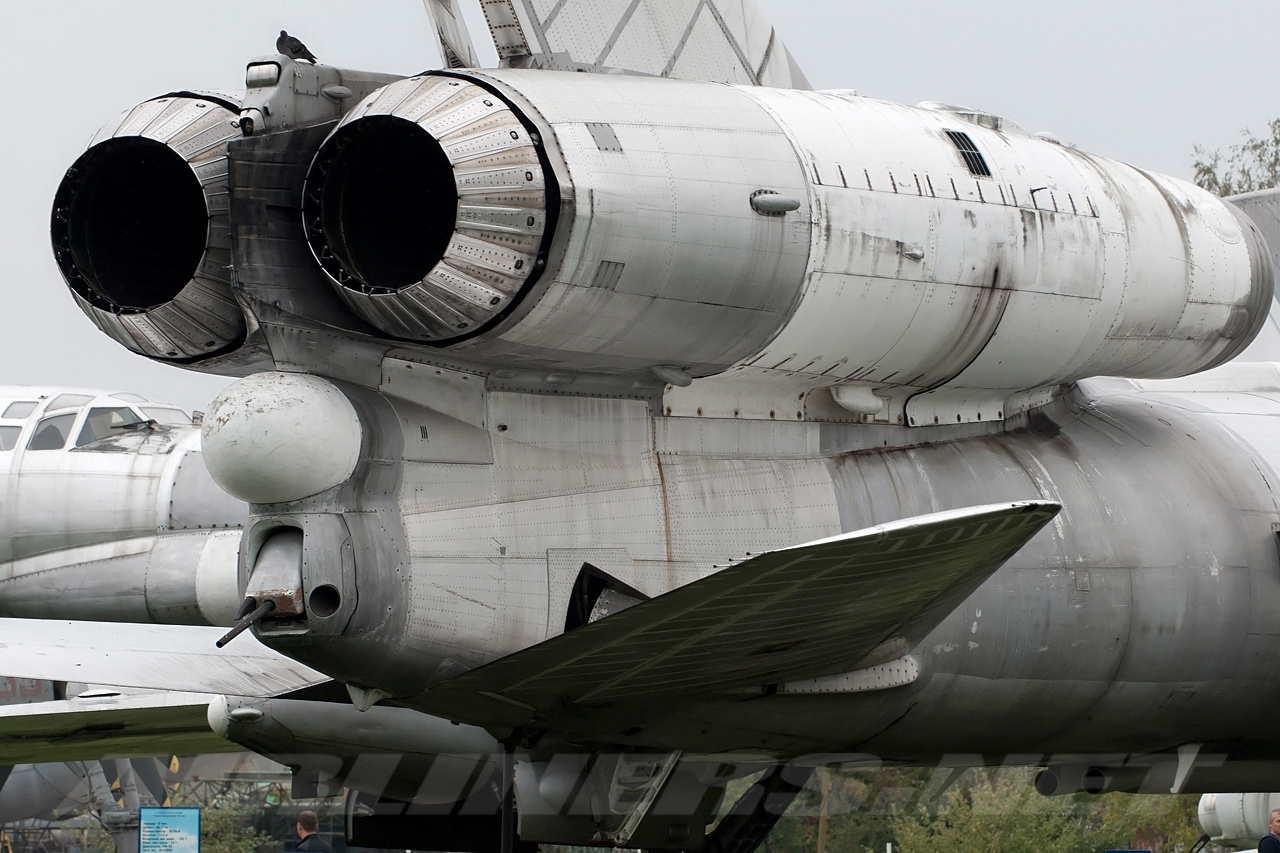
圖波列夫Tu-22PD「眼罩」的機尾砲塔，注意其上方的天線罩。

R-23只安裝在圖波列夫Tu-22「眼罩」的“A”、“B”、“K”和“R”版本的DK-20機尾砲塔以內。由Vympel工廠設計局所研發、以液壓控制仰角和迴旋轉動的DK-20砲塔採用了ARS-3“氪”（Krypton）式雷达瞄準具和TP-1或TP-1A电视式瞄準具。它提供瞄準射擊，自動校正機炮相對於瞄準具的位置的功能。發射過後的彈殼會被彈出航空器以外。DK-20砲塔、包括R-23機炮和500發炮彈的重量達593千克。但在實際使用當中，該機炮和整個裝置表現出的可靠性和射擊精度都很差劣。在這以後，R-23和DK-20都再無安裝在其他類型的航空器以上。
該機炮隨後亦可被發現用於蘇聯的太空計劃當中。它安裝在金刚石（ALMAZ）／礼炮3号（Salyut 3）／OPS-2軍用空间站以上並且用作自衛武器。在任務結束以後，當該站處於無人駕駛時，它曾用於測試並且成功擊發。 這門“太空火炮”裝填了32發機炮炮彈。

## 機構設計
23毫米口徑的R-23是一門氣動轉輪式機炮。轉輪式弹巢具有四個膛室。該機炮運用的三套獨立的氣動系統；其中一套從膛室以內拋出發射過後的空彈殼、另一套裝填下一發彈藥，以及最後一套用以驅動轉輪式彈巢和供彈機構。
在大多數槍械火炮設計當中，彈藥是從後方向前裝入膛室以完成供彈。這使得傳統的子彈／炮彈佈局都是前部拋體為彈丸或是彈頭，而後部為錐形或圓柱形的彈殼。隨著彈藥被向前推動，子彈和彈殼的錐型形狀會將其引導其膛室的中心。而里希特的261P的設計卻是恰恰相反，將炮彈向後推動。為了實現這一目標，GSKB-398（目前的GNPP“普日博爾”）設計了一款彈藥，將炮彈完全封閉於鍍锌的钢製彈殼以內，後部逐漸變成子彈狀的彎曲錐形，並且藉由電子底火擊發。炮彈的前部為開放式，而炮彈的尖端甚至是開口的末端。炮彈藉由其末端附近重型捲邊以固定在彈殼當中。
彈藥只能從機炮右側以彈鏈供彈，而其彈鏈是由炮彈與抱著它的可散式彈鏈所組成。後者會從機匣的左側拋出來；而擊發過後的彈殼則是從機匣的右側向前拋出去。
R-23機炮裝有自動再擊發機構，可以在出現啞火彈的情況以下使得機炮再度發射。當兩枚火藥彈當中的其中一枚被點燃時，彈藥筒以內的一枚小型鋼栓會被加速射出並且用以貫穿R-23的彈藥筒的側壁。然後火藥彈藥筒的高熱量和氣壓的推進藥燃氣就會隨著鋼栓進入dud R-23的啞彈以內並且引燃該彈藥的裝藥，擊發該啞火彈藥以保持機炮的發射。這種獨特而奇異的機構在R-23機炮以上首度應用。後來，在30毫米口径的GSh-30-1機炮以中亦加入了同類型而裝有單發火藥彈藥筒的機構。

## 保密
23毫米口徑的R-23機炮以及其獨特的彈殼埋頭式彈藥在長期以來一直是軍事秘密。這一部份原因在於它R-23機炮搭載在蘇聯礼炮3号太空站以上，於外太空使用。直到1970年代，Tu-22「眼罩」出口到伊拉克和利比亞，R-23加農炮才在蘇聯聞名。中東的多個客戶是蘇聯以外第一個了解到R-23這款機炮的客戶。
以色列軍隊甚至發現了其23毫米彈藥，卻不知道它用於怎麼樣的武器。在1982年6月至1985年6月，以色列佔領南黎巴嫩期間，以色列軍隊繳獲了一箱R-23的彈藥。這箱彈藥是原來預定裝運ZSU-23-4自行防空炮的蘇聯23×152毫米B苏联口徑机炮炮彈時錯誤地交付的。這種防空彈藥最初被運往敘利亞而最終落入黎巴嫩，這時以色列軍隊在那裡發現了這種彈藥。
直到1987年，法国炸彈處理人員收到指示，清理法國MIM-23「鷹」式面對空飛彈發射連在乍得擊落的利比亞圖-22B的殘骸時，西方國家軍隊才首度對該炮進行測試。

## 彈藥規格
- 彈藥尺寸：23×260毫米彈殼埋頭式（英语：Telescoped ammunition）鋼製彈殼
- 彈頭重量：175克
- 裝填的推進藥：4/7fl VBP無煙火藥67克
- 彈藥類型：高爆燃燒彈（英语：High-explosive incendiary）（HEI，彈鼻引信）、高爆燃燒彈（基本引信）、打靶訓練（英语：Target practice）空爆彈藥（英语：Airburst round）（TPAB）、打靶訓練彈（惰性）

## 資料來源
1. ↑  .   [2019-02-15]. （原始内容存档于2019-03-07）.
2. ↑  . Popular Mechanics. 16 November 2015  [18 June 2018]. （原始内容存档于2019-02-19）.
3. ↑  "Research and design establishments" （页面存档备份，存于）, University of Warwick
4. ↑  "The Russian Ammunition Page - 20mm To 25mm" （页面存档备份，存于）, from Soviet Cannon

## 外部連接
- . Сайт «Современная авиация России».   [2010-10-31]. （原始内容存档于2011-09-18） （俄语）.